# Korsmaden
Korsmaden är en ort i Södra Kedums socken i Vara kommun i Västergötland, belägen öster om Arentorp. År 1995 klassades Korsmaden som en småort men inte därefter.